# Tàu hơi nước Willie
Tàu hơi nước Willie (tên gốc: Steamboat Willie) là một bộ phim hoạt hình ngắn của Hoa Kỳ năm 1928, do Walt Disney và Ub Iwerks đạo diễn. Tàu hơi nước Willie được hãng Walt Disney Studios sản xuất và phát hành bởi Celebrity Productions. Bộ phim này được xem là sự ra mắt của nhân vật Chuột Mickey và cô bạn gái Minnie, dù cả hai từng xuất hiện nhiều tháng trước trong một buổi chiếu thử phim Plane Crazy. Tàu hơi nước Willie là bộ phim sản xuất thứ ba của Mickey, nhưng là phim đầu tiên được phát hành chính thức, sau khi Walt Disney xem The Jazz Singer và mong muốn thực hiện một bộ phim hoạt hình lồng tiếng đầy đủ đầu tiên.
Tàu hơi nước Willie là bộ phim hoạt hình Disney lồng tiếng đầu tiên, bao gồm tiếng của nhân vật và nhạc nền. Đây cũng là phim hoạt hình đầu tiên chứa nhạc phim trong giai đoạn hậu kỳ hoàn chỉnh, khác biệt so với những bộ phim lồng tiếng vào thời gian đó như Song Car-Tunes (1924–1927) của hãng Inkwell Studios và Dinner Time (1928) của Van Beuren Studios. Âm nhạc do Wilfred Jackson và Bert Lewis dàn dựng, bao gồm bài hát "Steamboat Bill" (phổ biến bởi giọng ca baritone của Arthur Collins) và "Turkey in the Straw", được sử dụng phổ biến vào những năm 1910. Tựa đề bộ phim là sự bắt chước tên bộ phim Steamboat Bill Jr. của Buster Keaton, và bài hát của Collins. Walt Disney thể hiện tất cả giọng nói trong bộ phim, dù có rất ít đoạn hội thoại diễn ra.
Phim trình chiếu tại Universal's Colony Theatre (nay là Nhà hát Broadway, New York) vào ngày 18 tháng 11 năm 1928. Phim trình chiếu trong 2 tuần và Disney được trả 500 USD mỗi tuần, một con số lớn lúc bấy giờ. Bộ phim được giới chuyên môn nhiệt liệt khen ngợi không chỉ vì giới thiệu một trong những nhân vật hoạt hình nổi tiếng nhất thế giới, mà còn về sự đột phá về kỹ thuật hoạt họa. Năm 1994, thành viên của cộng đồng hoạt hình bình chọn Tàu hơi nước Willie vào quyển sách The 50 Greatest Cartoons. Tác phẩm được Viện phim Mỹ chọn lưu trữ vào năm 1998, và trở thành tài sản công hữu vào ngày 1 tháng 1 năm 2024 sau khi Disney hết hạn sở hữu bản quyền của tác phẩm này.

## Âm thanh
Thường có thông tin sai lầm cho là Tàu hơi nước Willie là bộ phim hoạt hình đầu tiên với âm thanh. Từ năm 1924 đã có vài phim hoạt hình có âm thanh được sản xuất như là My Old Kentucky Home (1926) của Max Fleischer và Dinner Time (1928) của Paul Terry. Nhưng Tàu hơi nước Willie là bộ phim hoạt hình với âm thanh đầu tiên mà đạt đến một đối tượng rộng hơn và là phim hoạt hình có lồng tiếng đầu tiên của hãng Disney. Để đồng bộ hóa âm thanh nhân tạo với những hình ảnh của một phim hoạt hình, quy trình sản xuất đặc biệt được phát triển bởi hãng phim Disney, mà công ty bảo đảm một lợi thế công nghệ trong nhiều năm.

## Nội dung
Mickey làm việc với thuyền trưởng Pete trên một con tàu hơi nước. Mickey huýt sáo vui vẻ trên boong và lái tàu cho đến khi Pete giận dữ ném cậu ra khỏi buồng lái. Một lát sau, họ nhận một con bò như hàng hóa từ bến cảng. Minnie xuất hiện tại bến cảng nhưng không thể lên tàu. Mickey giúp đỡ Minnie lên tàu, trong khi đó Minnie làm rơi bản nốt nhạc Turkey in the Straw và bị một con dê ăn mất. Sau đó Minnie xoáy đuôi của con dê giống như một máy quay đĩa chơi bài nhạc. Mickey dùng các đồ vật khác nhau và sử dụng thú vật để làm nhạc cụ, bao gồm cả con bò, với răng nhịp như một mộc cầm. Bị tiếng động làm giật mình, Pete tóm lấy cả Mickey và Minnie, và bắt phạt Mickey gọt vỏ khoai tây. Con vẹt thích chí cười mỉa mai, và rồi bị Mickey ném ra khỏi tàu trong sự vui sướng của cậu.

## Lịch sử phát hành

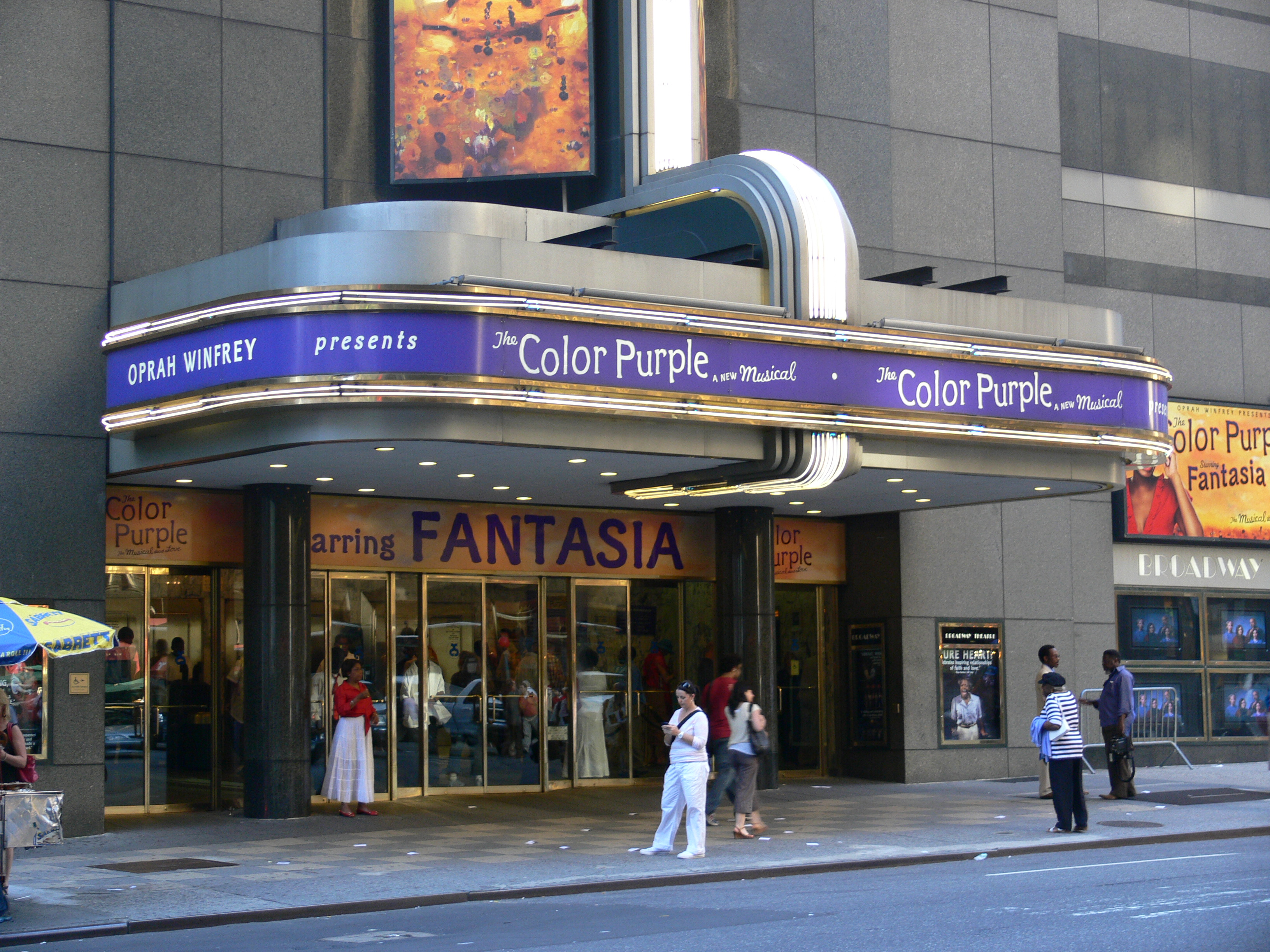
Nhà hát Broadway tại New York, nơi trình chiếu Tàu hơi nước Willie lần đầu tiên vào năm 1928.

- Tháng 7 năm 1928 – Chiếu thử lần đầu
- Tháng 11 năm 1928 – Phát hành chính thức
- Tháng 11 năm 1941 – Phát hành phim màu
- 1972 – The Mouse Factory, tập #33: "Tugboats" (TV)
- 1984 – "Cartoon Classics: Limited Gold Editions: Mickey" (VHS)
- 1990 – Mickey's Mouse Tracks, tập #45 (TV)
- 1997 – Ink & Paint Club, tập #2 "Mickey Landmarks" (TV)
- 1998 – The Spirit of Mickey (VHS)
- 2001 – "The Hand Behind the Mouse: The Ub Iwerks Story" (VHS)
- 2002 – "Walt Disney Treasures: Mickey Mouse in Black and White" (DVD)
- 2005 – "Vintage Mickey" (DVD)
- 2007 – "Walt Disney Treasures: The Adventures of Oswald the Lucky Rabbit" (DVD)[7]
- 2009 – Snow White and the Seven Dwarfs (Blu-ray)
- 2009 – YouTube (Video trên YouTube)
- Hiện nay – Main Street Cinema tại Disneyland và Walt Disney World